# Lasianthus roosianus
Lasianthus roosianus är en måreväxtart som beskrevs av Hua Zhu. Lasianthus roosianus ingår i släktet Lasianthus och familjen måreväxter.
Artens utbredningsområde är Thailand. Inga underarter finns listade i Catalogue of Life.